# François-Louis Jamet
François-Louis Jamet, dit Jamet le Jeune, est un bibliophile français, né le 7 janvier 1710 à Louvières-en-Auge et mort le 30 août 1778 à Paris. Il étudie au collège du Bois à Caen, puis, en 1734, à l’âge de 24 ans, il devient le secrétaire d’Antoine-Martin Chaumont de la Galaizière, l’intendant de la généralité de Soissons. C’est dans le cadre de ses fonctions qu’il rencontre Louis Racine, qui est alors le directeur des gabelles de Soissons. Celui-ci lui fera don de plusieurs livres, dont Jamet annotera les marges, comme à son habitude. Jamet poursuit ses fonctions auprès de la Galaizière lorsque celui-ci devient simultanément intendant de Lorraine et chancelier de l’ancien roi de Pologne, Stanislas Leczinski, en 1737. Trois ans plus tard, en 1740, il quitte ses fonctions et se rend à Paris où il loge chez son frère aîné, Pierre-Charles Jamet (1701-1781). Il se marie la même année à Madeleine Du Pasquier, veuve de Jean-Baptiste Du Pasquier, un fermier de Lorraine. Il décède en 1778 à l’âge de 68 ans à Paris.
C’est Claude Lebédel, un bibliophile lui-même, ainsi qu’un homme politique et un historien passionné des XVIIe et XVIIIe siècles, qui fit sortir Jamet de l’ombre. Il étudie les notes que ce dernier avait laissé dans les marges de ses livres, gardés à la Bibliothèque nationale de France, puis il publie quelques articles pour partager ses trouvailles, comme l’article « Note de Jamet à Diderot », paru dans le Bulletin du bibliophile en 1988. Dans cette publication, il tente, entre autres, de rectifier le portrait que deux bibliophiles du XIXe siècle, Charles Nodier et Gustave Mouravit, ont dressé de François-Louis Jamet, qu’il dit être loin de la réalité, notamment en lui prêtant une vie inventée. Lebédel décrit plutôt Jamet comme étant un érudit touche à tout, notamment parce qu’il entretenait des correspondances autant avec des prêtres pratiquants qu’avec Diderot. Il met également en évidence le grand amour que Jamet avait pour les livres, pour la littérature et pour la connaissance, comme peuvent en témoigner ses maintes annotations dans les marges des ouvrages de sa bibliothèque personnelle.

## Les livres de Jamet
François-Louis Jamet est réputé avoir couvert, de sa propre écriture, les murs de sa « librairie » d'érudites annotations, curieuses ou cocasses. Il avait une prédilection pour les auteurs du XVIe siècle, en particulier Rabelais et Montaigne. 
En 1824, la Bibliothèque royale fait l’acquisition de deux lots de documents ayant appartenu à François-Louis Jamet, lors de la vente de la bibliothèque du libraire Charles Chardin. D’autres pièces annotées par Jamet seront petit à petit intégrées dans ce que Claude Lebédel appellera le « fonds Jamet » de la Bibliothèque nationale de France. L’intérêt porté par la Bibliothèque nationale aux documents de Jamet anticipe l’admiration qui leur sera portée par les bibliophiles du XIXe siècle. L’un d’entre eux, Charles Nodier, eut en sa possession l’exemplaire de Maranzakiniana annoté par Jamet. Il écrit dans une étude au sujet de ce livre que Jamet le jeune doit sa célébrité auprès des bibliophiles aux notes dont il couvrait les marges de ses livres. Ces notes étaient d’après Nodier remarquables par le talent que Jamet avait à émettre de suppositions éclairées sur l’étymologie des mots, ainsi que par les liens qu’il établissait entre des auteurs sans lien apparent. Concrètement, François-Louis Jamet ne faisait pas qu’écrire des commentaires dans les marges de ses livres. En effet, à maintes reprises, il a transmis plusieurs suggestions de correction aux libraires, par exemple pour le Dictionnaire de Trévoux, mais ses tentatives ont rarement été fructueuses. De plus, Jamet ne collectionnait pas seulement des livres, il recueillait également des pièces de procédures, des gravures, des poèmes et des chansons. 
La majeure partie de la bibliothèque de cet éminent bibliophile est conservée à la Bibliothèque nationale de France. L'avocat Molé (1742-1790), l'abbé Joseph-André comte Zaluski ou Dom Calmet figurent parmi les personnalités de son temps qui lui ont offert des livres ou ont possédé des ouvrages de sa bibliothèque. Comme il en existe fort peu qui soient en circulation sur le marché, les ouvrages de Jamet le Jeune, bien que leur état laisse presque toujours beaucoup à désirer, sont très recherchés des amateurs.

## Source
- Claude Lebédel, « François-Louis Jamet (1710-1778) », in Mélanges de la Bibliothèque de la Sorbonne, no 13, 1995, p. 15-60.